# Tournefortia hookeri
Tournefortia hookeri är en strävbladig växtart som beskrevs av Charles Baron Clarke. Tournefortia hookeri ingår i släktet Tournefortia och familjen strävbladiga växter. Inga underarter finns listade i Catalogue of Life.